# École Saint-Thomas d'Aquin-Veritas
Le centre scolaire Saint-Thomas d'Aquin-Veritas, créé en 1833, est un établissement privé catholique d'enseignement secondaire et supérieur situé à Oullins (Rhône). Il réunit également une antenne à Saint-Genis-Laval où se trouve un collège, une autre à Mornant où se trouve une école primaire avec maternelle ainsi qu'un collège et un lycée, et une dernière antenne à Givors où se trouvent deux écoles primaires avec maternelle ainsi qu'un collège, le lycée professionnel étant transféré sur d'autres structures. Elle est appelée par l'abréviation de « St Thom' » ou « St Thomas » par les élèves. Le centre scolaire rassemble près de 3 700 élèves et étudiants.
Elle accueille dans son antenne oullinoise, pour l'année 2018-2019, 750 élèves au collège, 633 au lycée et 89 dans le supérieur ; soit 1 472 élèves qui se côtoient quotidiennement.
Le collège-lycée est réputé pour ses résultats obtenus au diplôme national du brevet et au baccalauréat, pour son institution catholique et son cadre.
C'est un site historique, dont certains bâtiments sont protégés au titre des monuments historiques.
L'école possède une devise latine, Esto Vir, « Sois un Homme » donnée par le père Henri Dominique Lacordaire lorsqu'on lui transmit l'école en 1852. Cette devise est tirée du 1er Livre des Rois (1R 2,2) dans l'Ancien Testament, au moment où le roi David dit à son fils Salomon « Sois un homme de cœur ». L'utilisation de l'impératif et du futur exprime une injonction qui se réalisera.
Elle possède également un blason, composé de la devise, de l'écusson emblématique des frères Dominicains (argent et sable, soit blanc et noir en termes héraldiques), d'un soleil représentant « l'éclat de la Vérité découverte par les deux lumières qui nous sont données : celle de la raison pour la connaissance naturelle, et celle de la foi pour la connaissance de Dieu », d'un fond azur (bleu), de la date de fondation de l'école en 1833, et enfin de quatre étoiles représentant les quatre sites : Oullins en azur, Saint-Genis-Laval en orangé, Mornant en sinople (verte) et Givors en gueules (rouge).

## Histoire

### Origine

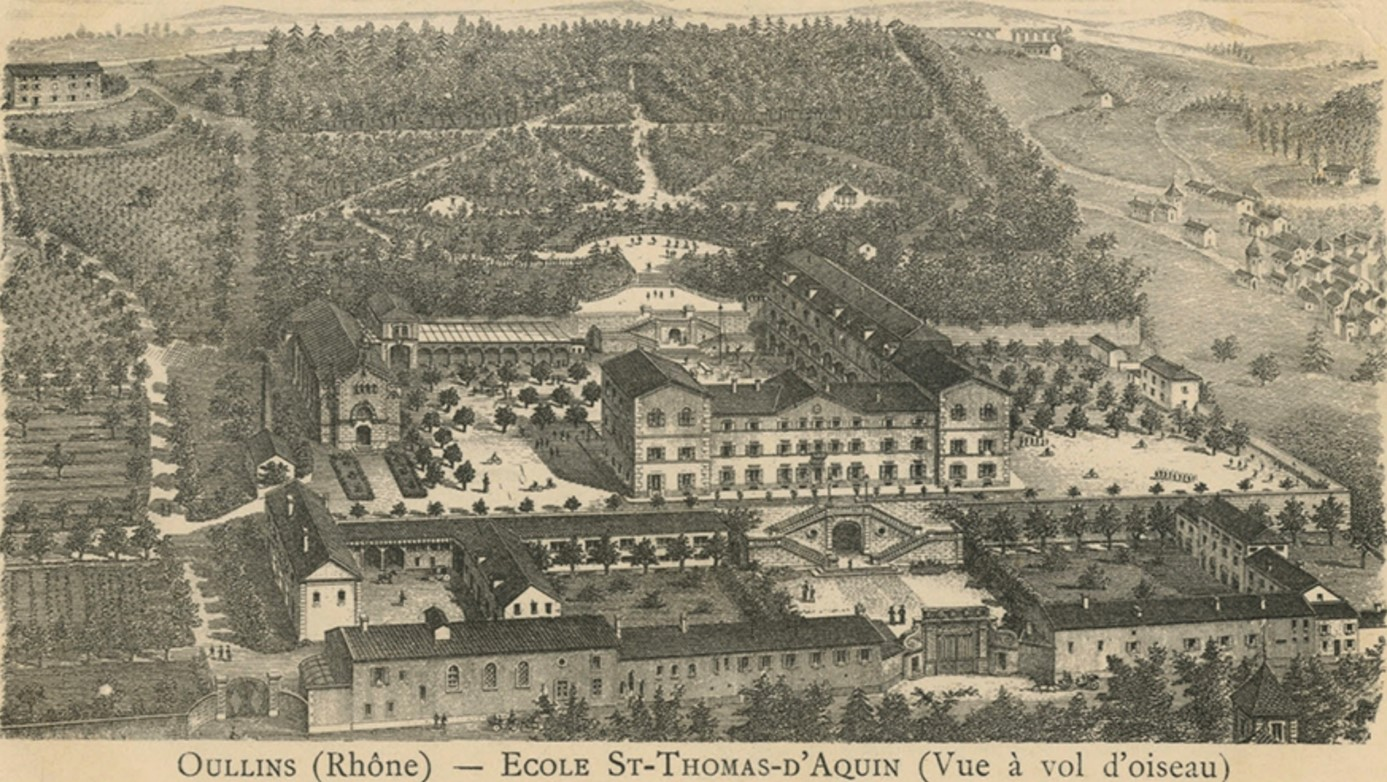
Gravure de Saint-Thomas d'Aquin.

À l'origine, le « château d'Oullins », demeure du XVIe siècle, fut la propriété des archevêques avant d'être vendu en 1577 à la famille Gadagne, puis de revenir aux archevêques au milieu du XVIIIe siècle qui en firent leur résidence d'été. Jacques-Germain Soufflot, célèbre architecte français de style néo-classique à qui l'on doit entre-autres le Panthéon et la façade de l'Hôtel-Dieu de Lyon, y a entrepris des modifications à la demande du Cardinal de Tencin. Il a modifié la façade en y ajoutant un fronton triangulaire, et a dessiné les terrasses avec jets d'eau et le parc.
En 1790, le dernier prévôt des marchands (maire) de Lyon, Louis Tolozan de Montfort, l'acquiert.
L'école fut fondée en 1833 par les quatre abbés Chaine, Dauphin, Lassalle et Lacuria et se trouvait alors à Pierre-Bénite, au « Petit Perron », avant de s'installer en 1834 au « Grand Perron » à Oullins, puis sur le site actuel en 1836. C'est ainsi que le site devient le collège Saint-Thomas d'Aquin. Les abbés Chaine et Dauphin devinrent les premiers directeurs après l'acquisition du site en 1835.
En 1852, l'établissement est transmis au père Lacordaire, qui en fut le directeur, et marque l'installation des dominicains dans les lieux. L'ordre des Prêcheurs, ou Dominicain, sont des prêtres catholiques qui ont pour vocation de prêcher et dont la caractéristique essentielle est d'enseigner.
Durant le XIXe siècle, plusieurs constructions ont vu le jour : la chapelle, les ailes de la partie principale, le pavillon des sciences (bâtiment Crapelet), le pavillon des arts (bâtiment Martin) et le bâtiment à quatre étages qui comporte des galeries (bâtiment Captier).
En hommage aux fondateurs, directeurs et architectes, certains bâtiments portent leurs noms : Lacordaire, Mayrand, Captier, Rambaud et Soufflot.

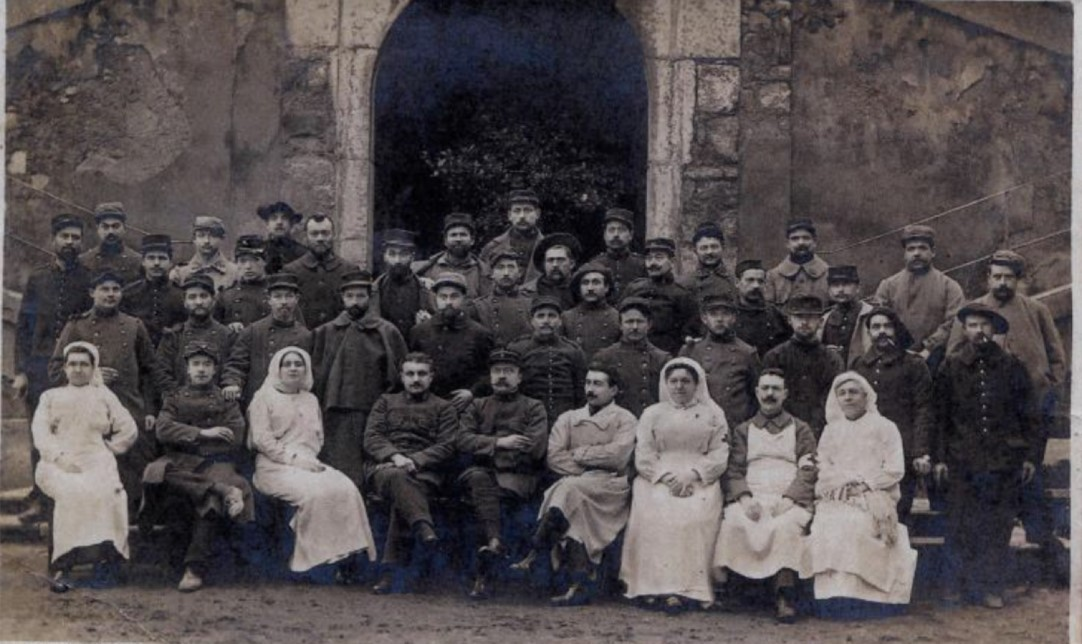
Personnel médical en 1915.

### Période Contemporaine
De 1914 à 1919, après l'expulsion des congrégations religieuses de 1903, le site est réquisitionné le 11 août 1914 en « ambulance sanitaire de convalescence ». Cet hôpital complémentaire pouvait accueillir 447 blessés de la Première Guerre mondiale. Des galas furent donnés au profit des blessés. Au total, 73 anciens élèves et professeurs sont décédés au champ d'honneur. Quatre plaques commémoratives ont été inaugurées le 7 juin 1925 et sont situées dans le bâtiment Soufflot.
À sa suite, les dominicains reviennent en 1928 de leur exil suisse.

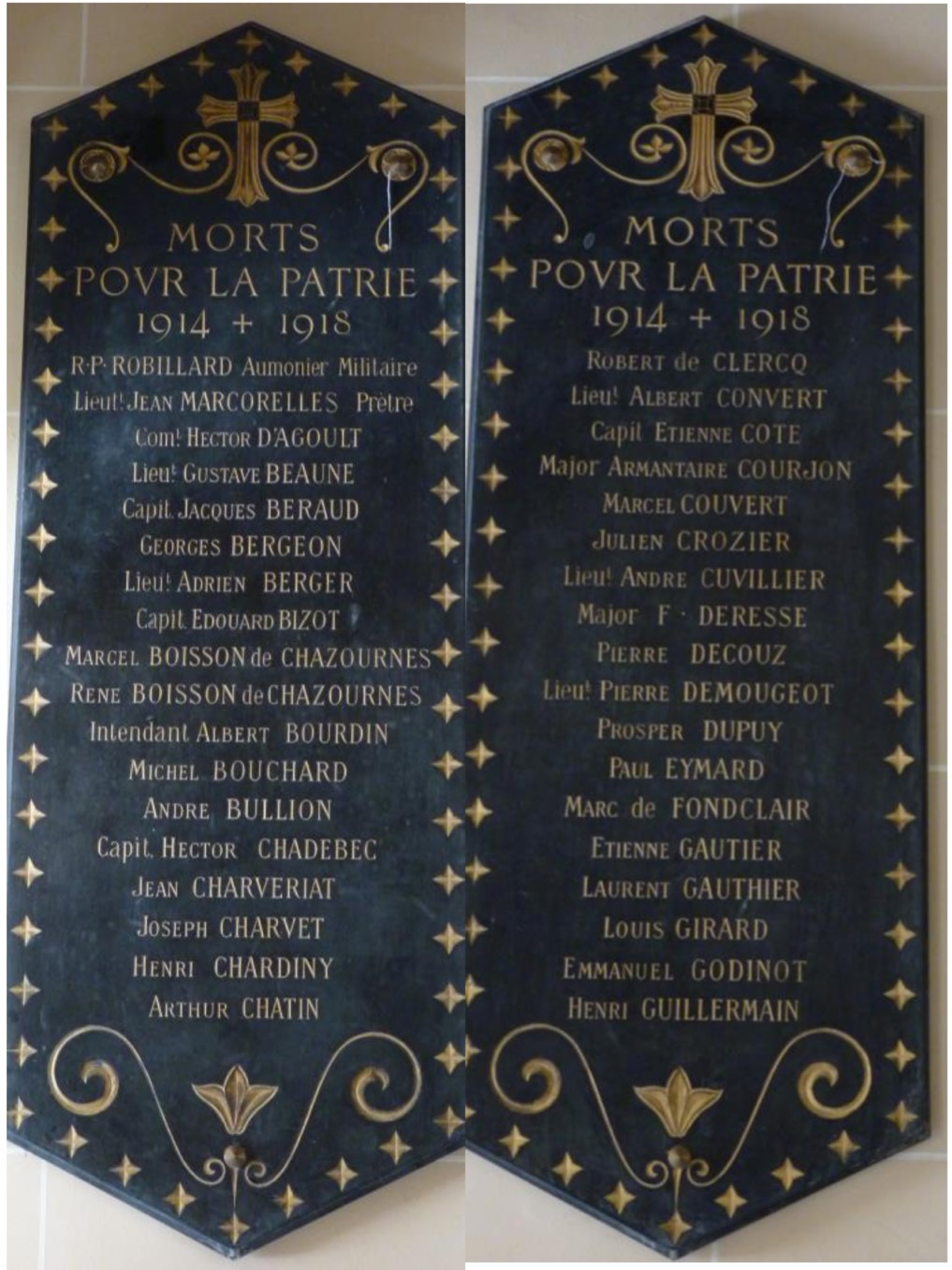
Plaques Commémoratives.

Entre 1942 et 1944, le père Auguste Mayrand, directeur et prieur, prend la décision de cacher des dizaines d'enfants juifs et des adultes, dont Charles Gannapolsky. De nombreux enfants furent alors sauvés, et le père Mayrand reçut la médaille des Justes parmi les Nations à titre posthume le 21 août 1990. La cérémonie de reconnaissance se déroula le 19 décembre 1991 au sein de l'établissement. A l'époque, St Thomas d'Aquin était un internat pour garçons, ce qui permit de faire passer certains enfants pour des internes.
En 1961, l'établissement signe un contrat avec l'État, avant de fusionner en 1969 avec le cours Veritas des sœurs dominicaines et de devenir mixte dès 1967.
L'établissement a été dirigé par les dominicains jusqu'en 1985, après avoir remis en 1980 la tutelle au Diocèse de Lyon. L'année 2006 marque la fin de l'existence d'un internat.
Au XXe siècle, les bâtiments Mayrand en 2012 et Rambaud en 1963-1988 voient le jour afin d'agrandir les locaux. Les deux pavillons ont été réhabilités afin de garantir l'accessibilité.

## Éléments d'Architecture
Le lycée comporte plusieurs éléments d'architectures comme une chapelle ou un musée des sciences.

### Monuments historiques

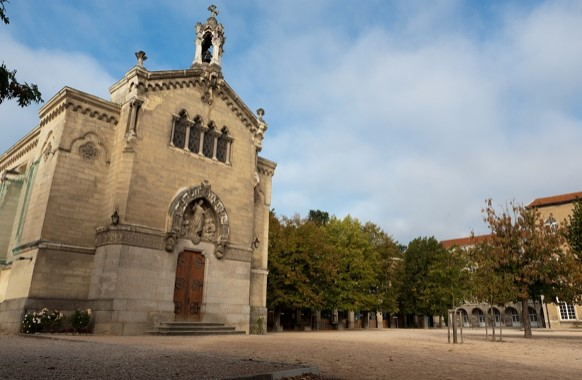
Chapelle de l'école Saint-Thomas d'Aquin.

L'école Saint-Thomas d'Aquin dispose de plusieurs bâtiments historiques protégés.

#### Chapelle
Les peintures intérieures de la chapelle, datant du XIXe siècle, sont classées au titre des monuments historiques par arrêté du 28 décembre 1978. Le reste de la chapelle est inscrit par arrêté 12 mars 2010.
La chapelle a été construite par Pierre Bossan, l'architecte de la basilique de Fourvière en 1861 pour remplacer l'ancienne jugée trop petite. La toiture de cuivre est construite à la manière néo-byzantine. Les peintures intérieures, comprenant les fresques du chœur, les toiles de la nef, les chérubins au-dessus du ciborium et les anges des médaillons dominant les vitraux furent réalisées par Paul Borel. Les sculptures ont été réalisées par Dufraisne, l'orfèvrerie par Armand-Calliat et la décoration générale par Razuret.

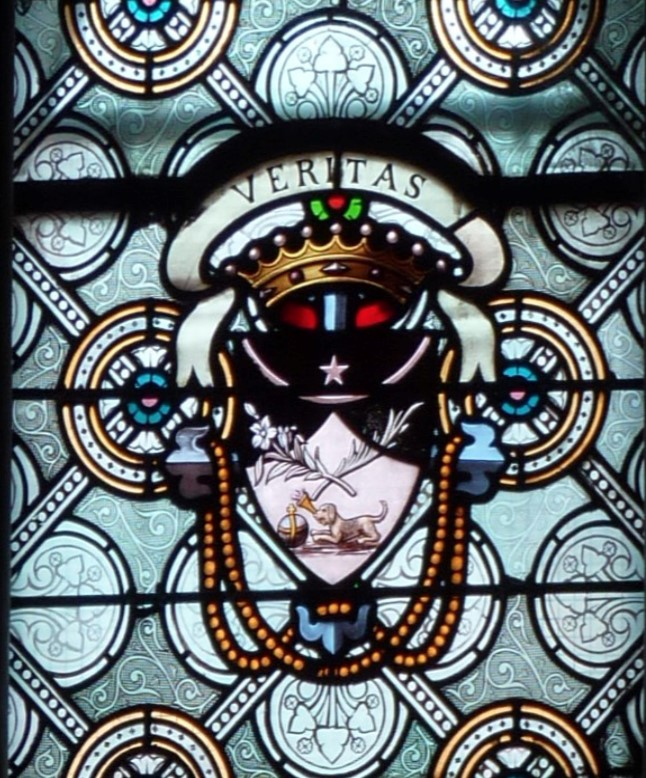
Vitrail avec le blason des Dominicains et Veritas.

Dans le chœur, une statue de l'Enfant Jésus, docteur, se trouve sur la face principale du ciborium. Au-dessus sont disposés les neuf chérubins. Trois médaillons sont composés d'une croix voilée par le linceul au centre, l'image du cénacle à gauche et du calice surmonté de l'Ostie à droite.
Deux figures nimbées, l'une tenant un vase où brûle de l'encens et l'une tenant une lampe avec une ancre à ses pieds, représentent la prière pour la première et l'espérance pour la seconde. C'est dans cette partie que se trouve la crypte où les pères dominicains furent inhumés entre 1853 et 2012.
Au-dessus de l'autel, la chapelle de la Sainte-Vierge ou du Rosaire, sculptée par Dufraisne, représente l'institution du rosaire remis par la Vierge à Saint Dominique.

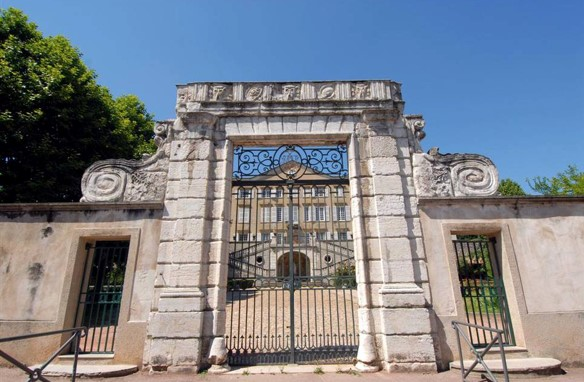
Portail d'honneur de nos jours.

Le tympan de la chapelle représente Jésus-Christ prédicateur, avec Thomas d'Aquin à gauche et Jean l'évangéliste à droite.

#### Portail d'honneur
Le portail d'entrée est inscrit au titre des monuments historiques par arrêté du 28 décembre 1978.
Il fut à l'origine l'entrée du château d'Oullins au XVIIe siècle. Le linteau du portail est décoré d'une frise dorique sur laquelle se succèdent des métopes et des triglyphes. Trois de ces métopes sont ornées de bucranes, les deux autres représentent pour l'une : un carquois et un bouclier de Minerve avec une tête de méduse, et pour l'autre : un casque et la lance de Minerve.

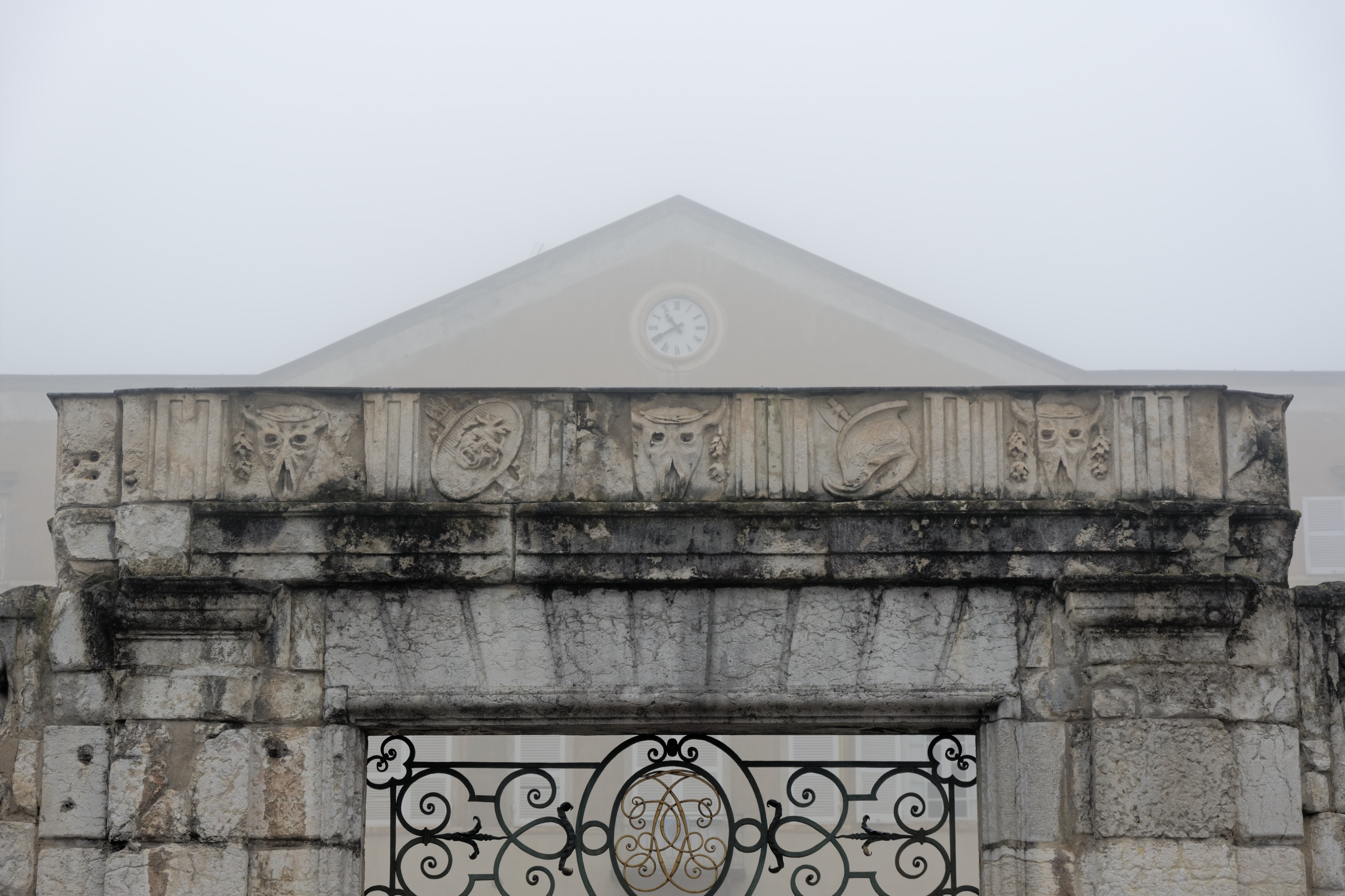
Détails de la frise du portail d'honneur

Le portail a été déplacé en 1992 afin de permettre l'élargissement de quelques mètres de la rue du Perron.

#### Bâtiment central Soufflot

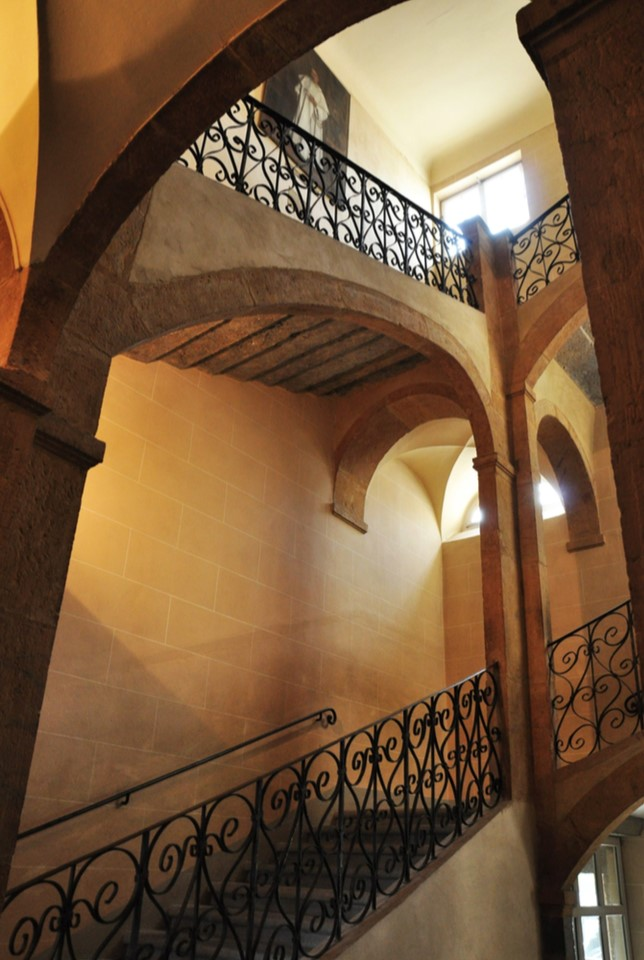
Escalier d'intérieur.

Historiquement, le bâtiment appelé « Château d'Oullins » comportait une maison ainsi qu'un tènement, a été construit entre la fin du XVIe siècle et au début du XVIIe siècle. En 1741, le Cardinal de Tencin acquiert la propriété. Sollicité par ce dernier pour embellir le château, Jacques-Germain Soufflot entrepris des rénovations entre 1747 et 1749 portant sur le décor intérieur, la distribution des pièces ainsi que la redistribution des ouvertures sur la façade principale nord-est.
En 1818, Maurice Bovet maire d'Oullins achète la propriété. En 1835, les abbés Dauphin, Chaine, Lasalle et Magat rachètent la demeure. À partir de 1855, la Société civile de l'École d'Oullins rachète la propriété au Père Henri Lacordaire. En 1883 la société anonyme de l'école Saint-Thomas d'Aquin qui achète la propriété et depuis 1978, c'est l'Association immobilière de Saint-Thomas d'Aquin qui la possède.
À l'intérieur du bâtiment se trouve un escalier intérieur, datant du XVIIe siècle et menant aux étages. Il est inscrit à l'inventaire supplémentaire des monuments historiques par arrêté du 28 décembre 1978, tout comme l'oratoire du Cardinal Tencin datant du XVIIIe siècle et le vestibule d'entrée et sa voûte.
À l'extérieur, l'escalier a double révolution de la cour d'honneur, les façades et toitures du bâtiment Soufflot ainsi que la façade à arcades et la toiture du bâtiment Captier communiquant avec le bâtiment Soufflot sont inscrits au titre des monuments historiques par arrêté du 28 décembre 1978.

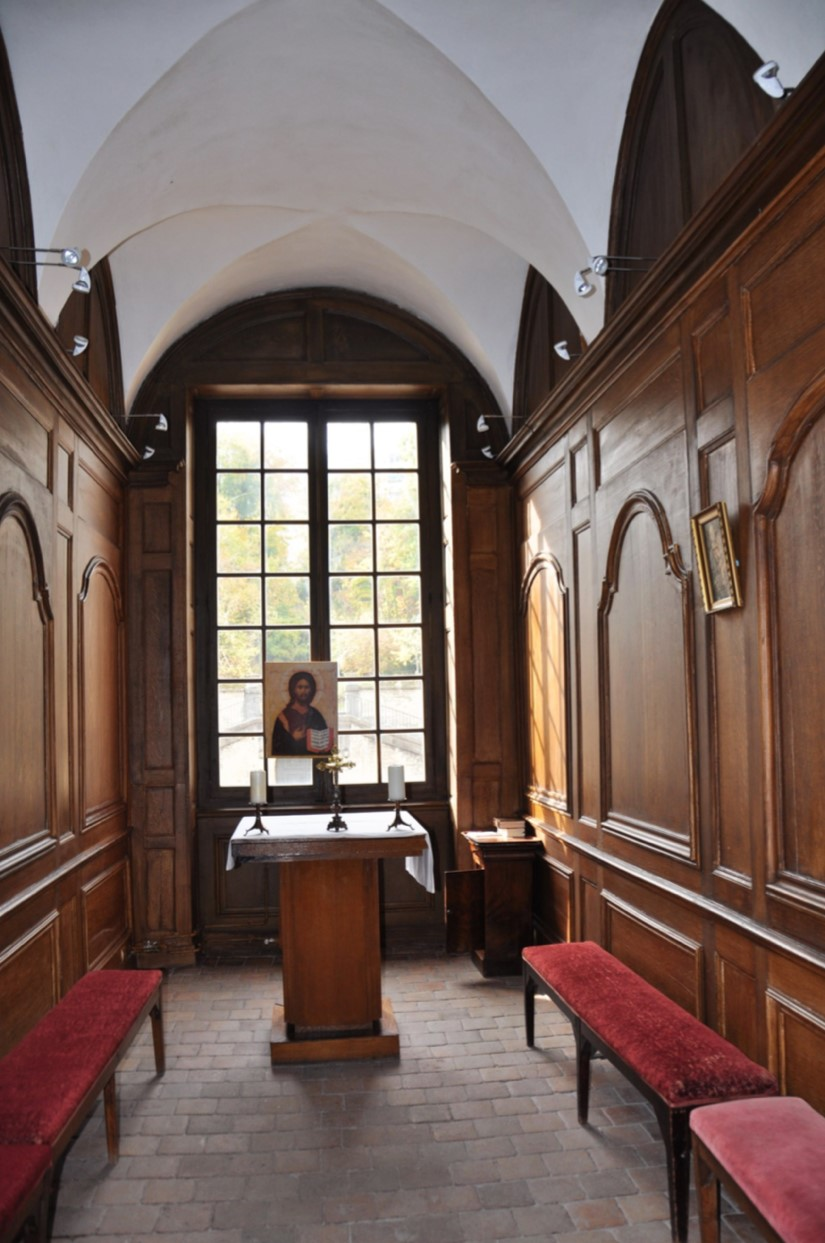
Oratoire du Cardinal de Tencin datant du XVIIIe siècle.

#### Extérieurs et parc
Le site possède un grand parc et des extérieurs importants (5 hectares), dont les plans furent dessinés par Soufflot. La colline fut utilisée pour créer une succession de terrasses, dont la première est la cour d'honneur, la deuxième terrasse correspond à l'implantation de la maison des champs, la troisième est la cour au-dessus du bâtiment central et permet l'accès au parc. Des perrons avec des escaliers à double volée et des paliers intermédiaires permettent de se déplacer d'une terrasse à l'autre.

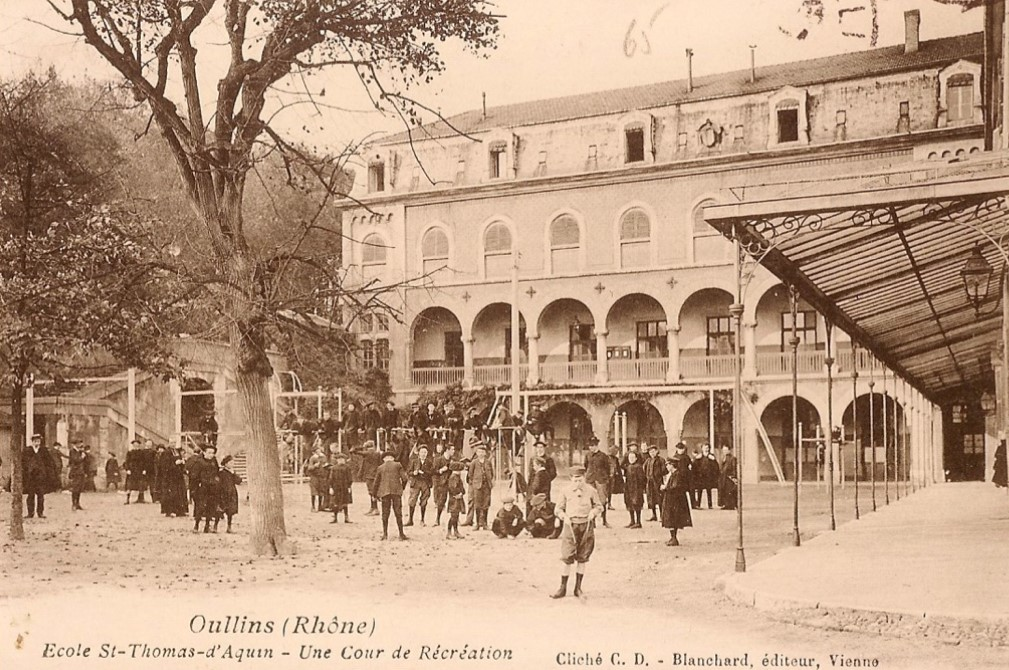
Deuxième terrasse avec vue sur la façade à arcade du bâtiment Captier.

La vasque au centre de l'escalier à double volée conduisant au parc est le seul élément subsistant du XVIIIe siècle au sein de Saint-Thomas d'Aquin. Le 28 décembre 1978, l'escalier est inscrit par arrêté au titre des monuments historiques.
Des aménagements souterrains hydrauliques ont été construits dès le XVIIIe siècle par Guillaume Marie Delorme. Des galeries pénètrent à plus de deux-cents mètres sous la colline, menant à un réservoir souterrain situé sous la terrasse supérieure.

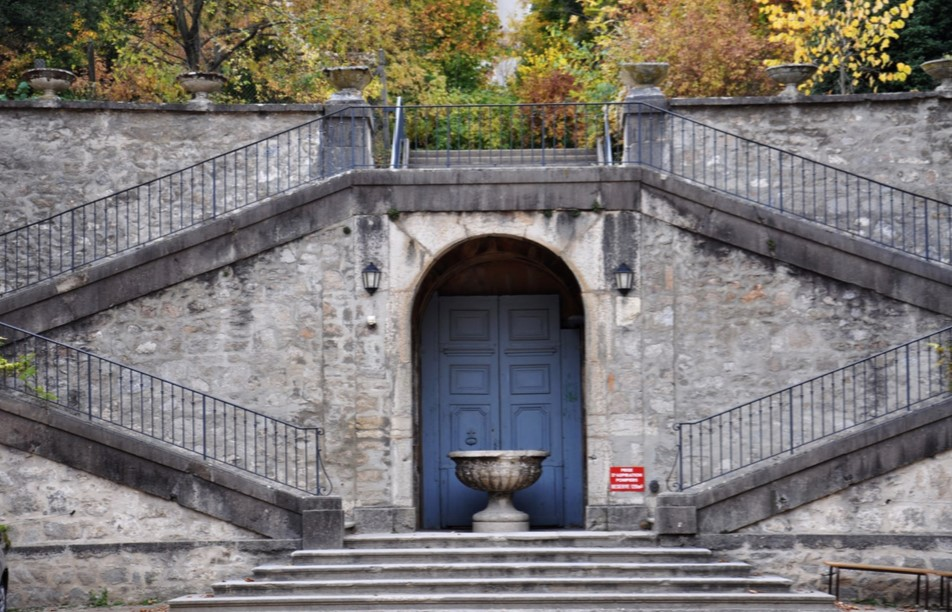
Escalier à double révolution menant au parc avec la vasque centrale

### Musée des Sciences
L'école Saint-Thomas d'Aquin comporte un musée des sciences constitué de collections rassemblées dès la première moitié du XIXe siècle et enrichies jusqu'à ces dernières années. L'enseignement des sciences, dès l'origine, a été un des axes forts du projet pédagogique qui entendait allier science et religion, foi et raison.
Dès le départ, il y eut un cabinet de physique-chimie. Deux pères firent beaucoup dans ce domaine au XIXe siècle : le père Pierre Mermet (1812-1882) pour la physique et la chimie, le père Henri Jacquart pour les Sciences Naturelles. Le pavillon des sciences est construit par l'architecte Sainte-Marie Perrin en 1891. Le premier étage de ce bâtiment comportait un vaste cabinet de physique, deux grands amphithéâtres, l'un pour la physique, l'un pour la chimie et les sciences naturelles, un cabinet de chimie. Un large corridor desservait ces salles et abritait des vitrines pour les collections. Au fronton de la porte d'entrée est inscrit cette sentence tirée du Livre des Rois : DEUS SCIENTARIUM DOMINUS, Dieu, maître des Sciences.         
Deux pères dominicains poursuivirent l'œuvre entreprise au XXe siècle, le P. Urcun (1861-1949) et le P. Henri Journaud (1904-1980). Le P. Journaud était normalien, ancien professeur à la Sorbonne, agrégé de Sciences Physiques. Il enseigna en classes préparatoires à Stanislas. Il entra chez les dominicains. Après son ordination, il collabora avec Branly, à l'Institut Catholique de Paris. Professeur de physique à Saint-Thomas entre 1948 à 1976, il a formé des générations de scientifiques. L'actuel musée des sciences lui doit beaucoup.

### Architecture moderne

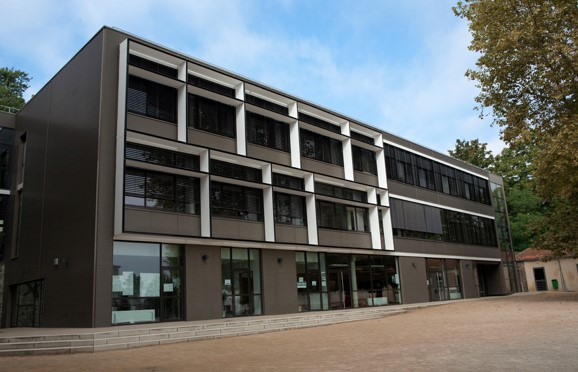
Bâtiment Mayrand inauguré en 2012.

En plus des bâtiments historiques, des bâtiments ont été créés puis réaménagés pour répondre aux besoins de l'école.
Le premier en date fut le bâtiment Rambaud réalisé en 1963 et réhabilité en 1988. À la même époque, fut construit le bâtiment Lacordaire en 1988-1989 abritant, deux gymnases, un self, des vestiaires ainsi qu'une salle polyvalente. Depuis 2019, le bâtiment a fait l'objet d'une réhabilitation pour y accueillir les nouveaux locaux du Pôle d'Enseignement Supérieur de Saint-Thomas d'Aquin.
En 2012, la tour du bâtiment Captier fut démolie pour la construction du bâtiment Mayrand qui est consacré aux sciences et se situant dans la cour du lycée. Il a été inauguré le 20 octobre 2012 en présence du Cardinal Barbarin.
Le bâtiment Crapelet et son rez-de-chaussée fut réaménagé entre 2014 et 2016.

## L'établissement aujourd'hui
Actuellement, le chef d'établissement est M. Xavier Gouët et le responsable de la vie scolaire est Gilles Millet, et ce à la fois pour le collège et le lycée.
Les classes portent des noms de fleurs au collège et de couleurs au lycée.

### Collège
Le collège accueille six classes par niveau. À chaque niveau correspond un régent des études qui en est le responsable pédagogique, avec un conseiller d'orientation pour la sixième, un autre pour les cinquième et quatrième, et deux autres pour la troisième.
En sixième, il existe trois classes à thème, théâtre, cinéma et patrimoine.
Durant leur scolarité, les collégiens bénéficient d'activités sportives, culturelles, scolaires et périscolaires avec notamment un voyage par an en lien avec les programmes scolaires. Ils ont la possibilité de choisir des options, et peuvent participer au Défi-Mots (concours de français), à Drôle de Math (concours de mathématiques), et au rallye mathématique en troisième.
À la rentrée scolaire 2016, tous les élèves de sixième devaient porter un uniforme pour la première fois, avant de s'étendre à l'ensemble des collégiens. Les professeurs sont également invités à le porter. Cet uniforme ne concerne que le haut et comprend obligatoirement un polo manches courtes, une chemise manche longue, un pull en coton et un tee-shirt pour l'EPS, tous avec le blason côté cœur. Il existe également un polo manches longues, une veste à capuche, un pull contenant de la laine et un blazer. Les coloris comprennent du bleu marine, du blanc et du gris. L'objectif est de garantir une unité au sein du collège et de pallier les différences[pas clair].

### Lycée
Le lycée accueille sept classes par niveau, avec un régent des études et un conseiller d'éducation pour chacun.
Là encore, les lycéens peuvent choisir des options facultatives, des activités scolaires et périscolaires, et bénéficient d'un voyage par an en lien avec les enseignements. En seconde, un voyage d'intégration est organisé sur les traces des dominicains et de l'école, à l'école de Sorèze, Toulouse, Albi, Carcassonne, Prouilhe et Fanjeaux jusqu'en 2017 et maintenant à la Sainte Baume. En terminale, il est proposé aux lycéens intéressés des cours supplémentaires en vue de la préparation des concours de Sciences Po', de la PACES, des écoles d'ingénieurs et des écoles d'arts.
Les filières présentes sont celles générales avec les séries scientifiques, littéraires et sciences-économiques, ainsi qu'une filière technologique STMG (Sciences et Technologies du Management et de la Gestion) depuis 1974 et STI2D (Sciences et Technologies de l'Industrie et du Développement Durable) depuis 2015.
Ces années se clôturent par une « journée sportive » et culturelle, festive, mettant les classes de terminales en compétition sur plusieurs épreuves ; ainsi qu'un bal de promo au début de l'année scolaire suivante. La journée sportive existe également pour chaque niveau de la sixième à la première, au format de demi-journée, sans musique et pique-nique commun.

### Supérieur
Sup'Saint-Thom, créé en 1989, propose des formations initiales et continues, avec certaines en alternance. On y trouve un BTS Comptabilité-Gestion et un BTS Gestion des Transports et Logistique Associée depuis 2016, en Bac+2. En Bac+3, Sup'Saint-Thom propose un Diplôme de Comptabilité et de Gestion depuis 2012, une Licence des Organisations depuis 2016 et un Bachelor Commerce International. Enfin, en 2018, un Master Expertise et Contrôle associé en double cursus à un Diplôme Supérieur en Comptabilité-Gestion voit le jour et permet de proposer des formations allant jusqu'à Bac+5.
L'établissement est en partenariat avec le CNAM (Conservatoire National des Arts et Métiers), l'INTEC (Institut National des Techniques Economiques et Comptables), l'ESDES (business school of UCLy, école de Management de l'Université Catholique de Lyon) depuis le 29 mai 2018, l'Université Lyon 2 (UFR Sciences-Eco et Gestion).

### International
L'établissement possède une section européenne, allant du collège en cinquième à la terminale générale, où les sciences économiques et sociales et les sciences physiques sont enseignées en anglais.
Les voyages scolaires à l'étranger, en plus de ceux inscrits dans le programme scolaire, se déroulent en Allemagne, en Grèce, en Italie, en Espagne, en Écosse, en Chine et aux États-Unis, en lien avec les options choisies par les élèves.
L'école propose des échanges et dispose de jumelages avec Nurtingen en Allemagne, Bologne en Italie, Madrid en Espagne, Shanghai en Chine, Perth en Australie, et Pyrgos en Grèce dont le jumelage s'est déroulé à Olympie en 2016.
De plus, dans le cadre de la mobilité européenne, le lycée de Saint-Thomas d'Aquin-Veritas participe à un programme novateur depuis septembre 2018 nommé Erasmus+. Des mobilités courtes sont disponibles en Pologne, en Allemagne, aux Pays-Bas, en Finlande et en Espagne. Il existe par ailleurs des mobilités longues de 2 à 3 mois en Finlande, en Espagne, et en Allemagne.
L'obtention de certification est possible à travers l'établissement : le DELE B1 pour l'espagnol, la certification B1 pour l'allemand, et le Cambridge, le TOEIC et le BULATS pour l'anglais.

### Sports et Arts
Il est possible de pratiquer tout un ensemble de sports et d'arts lors de sa scolarisation. Ils sont regroupés en deux catégories. La section sportive regroupe le football, le basket, la gymnastique et le badminton, tandis que la section artistique est composée de la danse et des petits chanteurs. Les associations sportives permettent la pratique du fitness, de l'escalade et du football interclasses ; et les activités artistiques proposent du bridge, du théâtre, un ciné-club, un groupe audiovisuel et un groupe « argonautes ».

### Dispositifs pour la réussite
L'école met en œuvre différents dispositifs afin de permettre la réussite aux collégiens et aux lycéens, que ce soit durant leurs années à Saint-Thomas d'Aquin-Veritas ou dans le supérieur lorsqu'ils quittent l'établissement.
On y trouve :
- Le projet Voltaire, au collège, qui permet d'améliorer l'orthographe
- Une aide personnalisée en français, anglais, mathématiques et d'autres matières en fonction des filières du lycée
- Une aide méthodologique
- Une initiation à la recherche documentaire au CDI
- La présence d'une étude surveillée le soir
- La présence d'une psychologue conseillère d'orientation de manière mensuelle
- Un contrôle commun trimestriel en quatrième
- 2 brevets blancs en troisième
- Un devoir surveillé hebdomadaire qui permet de s'entrainer aux épreuves du baccalauréat
- Des cours de pré-rentrée au lycée
- Un bac blanc en première et en terminale
- Un week-end et un stage de révisions en première et terminale
- Des préparations aux concours Sciences-Po, PACES et écoles d'arts

### Spiritualité et aumônier
Le collège tout comme le lycée possèdent un projet éducatif et catholique, mis en œuvre à la fois par des enseignants et par l'aumônier. En effet, un aumônier est affilié à l'établissement. Actuellement, il s'agit du frère dominicain Paul Adrien d'Hardemare, prêtre et professeur de mathématiques. Il n'est pas rare d'avoir un professeur qui se trouve être également un religieux.
L'ancien aumônier, de 2004 à 2015, était le père Anis Hanna, homme engagé pour les chrétiens d'Irak et les réfugiés. Il a notamment participé à l'émission « Salut les terriens » afin d'aborder ces questions.
Au collège, le projet est composé d'une heure par semaine d'enseignement obligatoire du christianisme dont les thématiques sont en lien avec les programmes scolaires de français et d'histoire selon les niveaux afin d'apporter des connaissances culturelles générales. Il est aussi proposé une heure hebdomadaire de temps de vie chrétienne facultative consacrée à la foi personnelle des élèves. Au lycée, une heure obligatoire par semaine d'anthropologie chrétienne explore la question de l'humanité. Elle est complétée par un temps de service caritatif obligatoire à effectuer au sein de l'établissement ou à l'extérieur, et également d'une heure de temps de vie chrétienne facultative.

### Autres
Le site possède de nombreux partenaires, comme par exemple l'Institut National de la Police Scientifique, ce qui permet des interventions au collège et au lycée, sur des questions de bioéthique et d'éducation affective et sexuelle, de mettre en place La Question du Jeudi, des actions de prévention autour de la sécurité routière ou la semaine de la Saint Thomas d'Aquin.

## Classements et Distinctions

### Collège
En 2017, la réussite au Diplôme National du Brevet est de 100%, avec 99.38% de mentions.
En 2018, le collège obtient la 6e place au niveau départemental (2e après cinq collèges ex-æquo).

### Lycée
En 2020, le lycée est classé comme 3e meilleur lycée de l'académie sur le site de L'Étudiant.
En 2019, le journal l'Express classe le lycée au rang de 3e sur 70 établissements au niveau départemental et 85e sur 2 277 établissements au niveau national, avec une note de 16.3/20. Le taux de réussite au baccalauréat est de 100 % depuis 2012, hormis en 2017 où il fut de 98 %. En 2018, le taux de mention toutes filières confondues était de 84 %. Ce classement est réalisé à partir du taux de réussite, l'indice de stabilité (qui est la « proportion d'élèves de première qui obtiennent le baccalauréat en ayant fait les deux dernières années de leur scolarité dans l'établissement »), la valeur ajoutée (qui est la « capacité à faire progresser les élèves : différence entre le taux de réussite obtenu par le lycée l'année précédente et celui que l'on pouvait attendre, compte tenu de l'origine sociale des élèves et de leur âge et de leurs résultats au diplôme national du brevet ») et le taux de mentions.
En 2017, la filière Scientifique a obtenu 21,4 % de mention Très Bien et se positionne alors à la 19e place de l'académie. 15,4 % de mentions Très Bien ont été accordées en filière Économique et Sociale, plaçant l'établissement à la 5e place.
Le lycée est cité parmi les « lycées lyonnais d'excellence » par le journal La Tribune de Lyon en 2015.
Concernant le rallye mathématique, en 2016, la seconde Corail a gagné le prix spécial astronomie et la seconde Jaune a gagné un prix complémentaire en 2017. En 2020 la seconde verte a gagné la première place de l'académie, la finale n'a pas pu se jouer en raison de l'épidémie du COVID-19.

## Associations

### AESTAV
L'Association des anciens Élèves de Saint-Thomas d'Aquin-Veritas a été créée en 1859 et a vu seize présidents se succéder. Actuellement, le président est Julien Calligaro. En moyenne, il y a seize conseils d'administration par an afin de préparer et organiser les activités, comme la journée sportive des terminales et leur bal de promo. Il existe une antenne à Paris depuis 2016.
Ils sont présents au forum des associations à Oullins et au forum post-bac, aux journées européennes du patrimoine, aux remises des diplômes du Brevet et du Baccalauréat, et aux journées portes ouvertes.
Depuis 2015, un journal numérique, le TITOM, est publié tous les quatre mois.

### LPSTA
L'association Les Parents de Saint-Thomas d'Aquin a pour but l'organisation des bourses aux livres et aux vêtements qui permet leurs reventes et leurs achats à moindre coût, et la préparation de colis des fournitures scolaires nécessaires au collège. Elle met en place chaque année la traditionnelle soirée « Métiers » où les parents viennent rencontrer les élèves de la troisième à la première afin de leur parler de leur pratique professionnelle et répondre aux questions des intéressés,.

### Amis de la Chapelle
L'association a pour but la découverte, la préservation, la restauration et la promotion de la chapelle, des œuvres qu'elle contient et de son orgue. Elle est dirigée par M. Georges Tranchard.

### Les Petits Chanteurs de Saint-Thomas d'Aquin
Fondée en septembre 2008 par l'ancien directeur M. Blanc et la professeur Mme Gayet-Moreau, l'association est actuellement dirigée par Mme Gayet-Moreau, professeure de musique.
Depuis 2010, l'association est affiliée aux Pueri Cantores France, la Fédération Française des Petits Chanteurs, qui est « un mouvement de chant choral qui offre aux jeunes un espace de vie et d'épanouissement sur le plan artistique, humain et spirituel. ».
Les Petits Chanteurs animent les évènements liturgiques et donnent des concerts de manière ponctuelle. Ils sont 40 chanteurs, de la 6ème à la 2nde.
En juin 2019, deux concerts seront donnés et dirigés par John Rutter pour la première fois en France.

## Caractéristiques

### Gazette Thomiste
La Gazette Thomiste est un livret édité de manière bi-annuelle jusqu'en décembre 2018 visant à informer sur la vie de l'école depuis 1984. À partir de 2019, une seule édition par an est programmée.
De 1946 à 1967, « En Cordée » était une revue commune aux différents établissements sous tutelle des Pères dominicains. En 1968-1969, il s'agissait de « Parole », avant un arrêt de 1969 à 1984.

### Bénévolat et œuvre de charité
Les valeurs de bénévolat et de charité sont un fort héritage du passé qui amène Saint-Thomas d'Aquin-Veritas à organiser et proposer plusieurs fois par an diverses manifestations.
Les principales actions sont :
- La Journée de la Solidarité : c'est une journée organisée et tenue par des lycéens depuis 2003 regroupant des activités sportives, des activités et représentations artistiques, des animations pour enfants et une buvette. Les fonds récoltés sont ensuite reversés à diverses associations.
- L'action Bol de Riz qui consiste à déjeuner d'un bol de riz accompagné d'un fruit et/ou laitage et dont son achat permet de soutenir une association.
- Le pèlerinage du Rosaire à Lourdes depuis 1994 : les élèves du lycée peuvent être bénévoles lors du pèlerinage à Lourdes en occupant diverses fonctions, telles le recueil d'intention de prières, d'être brancardier ou accompagnateur de personnes en situation de handicap.
- L'aide des Terminales envers les Sixièmes depuis 2007.
- Le don du sang pour les élèves majeurs.
- La Banque Alimentaire qui vise la collecte de nourriture.
- Le concours Drôle de Maths qui s'associe à un projet humanitaire ou écologique.
- Une chasse au gaspillage alimentaire dans le self.

### Évènements
L'établissement offre différents types de manifestations, allant de conférences aux concerts, en passant par les messes et des représentations théâtrales assurées par la Compagnie Coups de Théâtre qui y siège.

### Représentation de la France à Olympie
En 2016, le maire d'Olympie a invité des élèves des pays présents aux Jeux Olympiques afin qu'ils puissent représenter leur pays. Un élève du collège a donc pu être le porte-drapeau.

### Fonds de dotation Captier
Le Fonds permet d'entretenir le patrimoine immobilier, le patrimoine mobilier, le patrimoine végétal et artistique présent à Saint-Thomas d'Aquin-Veritas.
Il a participé à la restauration des façades des deux pavillons. Dans les dix prochaines années, il s'associe à la restauration complète de la chapelle : la façade, les toitures en cuivre, le décor intérieur, les peintures, les tapis et l'orgue.

## Personnalités

### Élèves
Parmi les anciens élèves, certains ont acquis une certaine notoriété.
- Paul Borel, peintre français de XIXe siècle, a étudié à Saint-Thomas d'Aquin avant de réaliser les fresques de la chapelle.
- Camille Jordan, polytechnicien, mathématicien et académicien.
- Aimé Olivier, inventeur de la roue à moyeux suspendus fut élève à Saint-Thomas entre 1847 et 1853.
- Eugène Melchior de Vogüé, élu à l'Académie Française en 1888.
- Lionel Des Rieux, poète et journaliste.
- Edmond Locard (1877-1966), médecin et à l'origine du laboratoire de police scientifique de Lyon en 1910.
- Maurice Gignoux, géologue.
- Gaston Baty, homme de théâtre et metteur en scène.
- René Chambe, Général d'aviation.
- Marcel Brion, romancier et critique littéraire, élu à l'Académie Française en 1964.
- Jean-Louis Scherrer, créateur de mode de haute couture.
- Jean-Baptiste Richardier[30], médecin et cofondateur de Handicap International qui a été co-lauréate du prix Nobel de la Paix en 1997
- François-Noël Buffet, Maire d'Oullins de 1997 à 2012 et Sénateur du Rhône depuis 2004. Ministre des Outre-mer depuis 2024
- Élodie Costa, chanteuse, comédienne et influenceuse française.

### Professeurs et éducateurs
- Yannick Essertel, professeur d'Histoire-Géographie, a obtenu en juillet 2013 le titre de chevalier de l'ordre national des palmes académiques, qui est la plus ancienne décoration après la légion d'honneur et qui récompense les membres d'universités et de lycées.

- Jean-François Dermer, ancien professeur d'anglais, qui a créé la méthode d'apprentissage Anglogestes[31].

- Anne-Marie de Biasi, ancienne professeur, a obtenu les palmes académiques.

### Directeurs
Liste des directeurs de Saint-Thomas d'Aquin depuis sa création.
De 1833 à 1853, ils étaient nommés co-directeurs du fait de leur statut de prêtres diocésains. De 1853 à 1961, ils étaient appelés prieurs car le prieur des dominicains était aussi le directeur de l'établissement.
À partir de 1961, les missions de directeur et de prieur sont dissociées à la suite de la signature du contrat d'association avec l'État.
Philippe Blanc, ancien élève est le directeur avec la plus longue longévité, et a reçu la médaille d'or de la ville d'Oullins, celle de l'Assemblée nationale, du Sénat, de Saint-Thomas d'Aquin et de l'Enseignement catholique par François-Noël Buffet et Michel Terrot. Il a également reçu une bénédiction papale. Il préside actuellement l'association « Pour l'Histoire d'Oullins ». Il est chevalier des Palmes Académiques et chevalier des Arts et des Lettres.
| N° | Rentrée | Sortie | Nom                                        |
| -- | ------- | ------ | ------------------------------------------ |
| 1  | 1833    | 1853   | Abbés Chaine, Dauphin, Lassalle et Lacuria |
| 2  | 1853    | 1857   | Père Cedoz                                 |
| 3  | 1857    | 1863   | Père Captier                               |
| 4  | 1863    | 1868   | Père Jourdan                               |
| 5  | 1868    | 1874   | Père Mouton                                |
| 6  | 1874    | 1883   | Père Jourdan                               |
| 7  | 1883    | 1893   | Père Crapeler                              |
| 8  | 1893    | 1903   | Père Martin                                |
| 9  | 1928    | 1929   | Père Testenoir                             |
| 10 | 1929    | 1934   | Père le Simple                             |
| 11 | 1934    | 1937   | Père Finaz                                 |
| 12 | 1937    | 1945   | Père Mayrand                               |
| 13 | 1945    | 1951   | Père Kételair                              |
| 14 | 1951    | 1953   | Père Montserret                            |
| 15 | 1953    | 1966   | Père Laxague                               |
| 16 | 1966    | 1974   | Georges Montserret                         |
| 17 | 1974    | 1985   | Henri Rambaud                              |
| 18 | 1985    | 2016   | Philippe Blanc                             |
| 19 | 2016    | -      | Xavier Gouët                               |

## Dans la culture
Plusieurs tournages ont eu lieu sur le site.

## Accès
Le site est accessible par les lignes des Transports en commun lyonnais suivantes :
- Métro B, arrêt Gare d'Oullins
- C10
- C7
- 63
- 88

### Articles Connexes
- Thomisme
- Saint Thomas d'Aquin